# Cinéma chakma

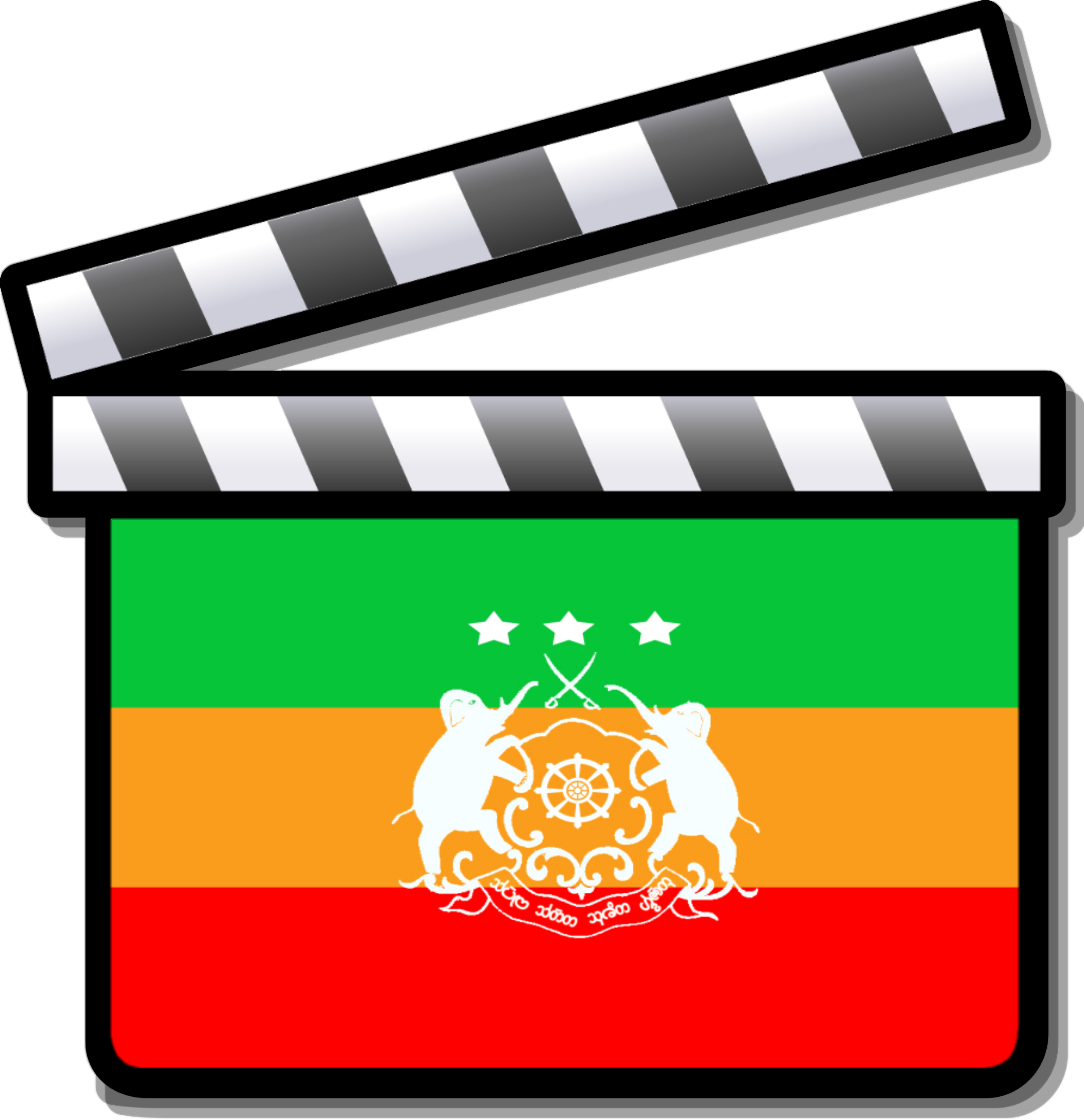

Le cinéma chakma, également appelé Chakwood, auparavant appelé film chakma, est le terme utilisé pour désigner l'industrie cinématographique du cinéma indien, en langue changma kodha, basée au Tripura, Mizoram, Arunachal Pradesh (au nord-est de l'Inde), Bangladesh et en Birmanie. Le film Tanyabi Firti (en français : Lac Tanyabi), sorti le 19 juillet 2005, est le premier film en vidéo, à avoir une projection commerciale dans un cinéma. Avec l'essor de la production de films vidéo, l'industrie cinématographique chakma s'est développée et environ 3 à 10 films sont réalisés chaque année. Mor Thengari (en) (Ma bicyclette) est le premier film bangladais, en langue changma kodha, qui raconte pour la première fois une histoire dans une langue indigène du Bangladesh.

### Note
- (en) Cet article est partiellement ou en totalité issu de l’article de Wikipédia en anglais intitulé « Chakwood » (voir la liste des auteurs).